# Mato Švarcmajer
Mato Švarcmajer (Schwarzmayer) (Buchheim, Austrija, 1820. – Koprivnica, 1891.), hrvatski i austrijski graditelj orgulja. U Hrvatskoj je djelovao u Koprivnici. Ugradio je, ugađao i popravio orgulje u Hlebinama, Drnju i Martijancu.